# Quadriga (Schiff)
Die Quadriga wurde 1950 unter dem Namen British Columbia Express von Sigurd Herlofson in Oslo an den Fruchtgroßhändler Willy Bruns verkauft und von der Partenreederei Quadriga als erstes deutsches Kühlschiff nach dem Zweiten Weltkrieg eingesetzt. Sie wurde hier für 11 Jahre vorwiegend in der Bananenfahrt auf Hamburg eingesetzt und 1961 nach Fernost verkauft.
Im Pazifikkrieg war sie an der Versorgung der amerikanischen Soldaten beteiligt und wurde von General MacArthur als „sein persönliches Schiff“ bezeichnet.

## Geschichte

### Bau und Betrieb als Kühlschiff
Die Quadriga wurde 1936 als British Columbia Express von den Götaverken, Göteborg in Schweden für Sigurd Herlofson & Partner gebaut.
Das moderne Schiff war mit 3.386 BRT bzw. 1.720 NRT vermessen, hatte eine Tragfähigkeit von 4.000 tdw und hatte eine Bunkerkapazität von 1.370 t, die eine Reichweite von 24.000 Seemeilen boten. Es wurde von zwei Dieselmotoren angetrieben und hatte eine Besatzung von 36 Personen und Platz für 12 Passagiere.
Die vier Laderäume waren unterteilt in 10 Abteilungen mit insgesamt 227.000 cbft Kühlkapazität, in denen die jeweilige Temperatur abhängig von der Ladung eingestellt und gehalten wurde. Es war eine indirekte Ladungskühlanlage installiert, die Verdichter und Verdampfer und Solepumpen befanden sich im Maschinenraum. Die Luftkühler und Laderaumlüfter der Laderäume eins und zwei waren mit den Luftkanälen seitlich neben den Laderäumen angeordnet. Bei den anderen Laderäumen befanden sie sich an den Stirnseiten. Bei den Laderaumlüftern handelte es sich um in der Drehzahl umkehrbare elektrisch angetriebene Lüfter.
Die Ablieferung an die Fruit Express Line von Sigurd Herlofson, Biørn Biørnstad und Chr. Gundersen erfolgte im November 1936.

### Einsatz als Kühlschiff und Truppentransporter
Ab Ende 1936 wurde die British Columbia Express von der Fruit Express Line A/S als Kühlschiff eingesetzt und fuhr bis 1940 auf der "Fruit Express Line" zwischen den Westküsten der USA und Kanada über Panama nach Nordeuropa.
1940 wurde sie von der Norwegischen Schifffahrts- und Handelsmission (Nortraship) beschlagnahmt. Sie wurde wie die gesamte norwegische Handelsflotte von etwa 1.000 Schiffen außerhalb des von Deutschland kontrollierten Gebiets von der Nortraship verwaltet. Anfangs wurde die British Columbia Express von den Briten eingesetzt, später von der US Navy gechartert, umgebaut und weiterhin mit norwegischer Besatzung im Pazifik-Krieg eingesetzt. Sie fuhr als Truppentransporter mit 875 Personen und transportierte neben Truppen auch Ausrüstung an die Front und brachte Verwundete und Heimkehrer auf Urlaub zurück.

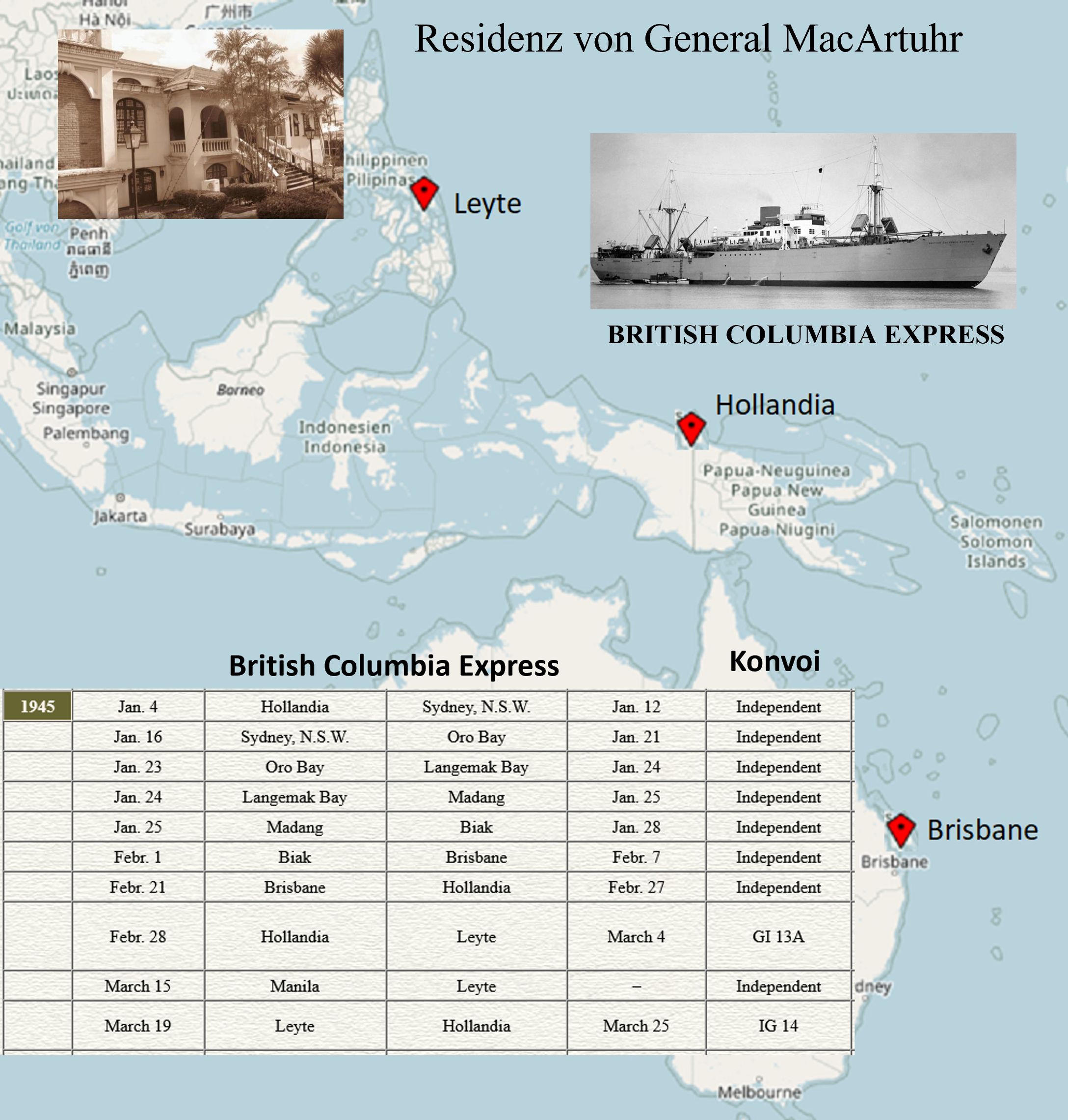
Im Februar 1945 brachte die British Columbia Express neben Nachschubmaterial auch die Frau und den Sohn von General MacArthur von Brisbane nach Leyte.

Im Oktober 1944 fuhr sie von San Franzisco nach Brisbane und wurde anschließend zwischen Australien, Neuguinea und den Philippinen eingesetzt. Dabei wurden u. a. von Sydney aus die US-Truppen in Finschhafen, Langemak Bay, Oro Bay und Humboldt Bay versorgt. Während der Invasion von Leyte, (die Kampfhandlungen dauerten vom 17. Oktober bis zum 31. Dezember 1944) transportierte sie den Generalstab nach Leyte. Im Februar 1945 brachte die British Columbia Express neben Nachschubmaterial auch die Frau und den Sohn von General MacArthur von Brisbane über Hollandia auf Neuguinea nach Leyte (Philippinen) zum Quartier von General MacArthur. Hollandia wurde von den Japanern im April 1942 erobert und unter General MacArthur im April 1944 zurückerobert. Hollandia, seit 1962 Jayapura, war inzwischen Sitz einer großen US-Marinebasis geworden. Als Bataan zurückerobert wurde, lief die British Columbia Express unter schwerem Bombardement als erstes nicht-amerikanisches Schiff in den Hafen ein.

„Der Kapitän war Alf Paulsen, der Ingenieur Werner Olsen, der Erste Offizier und spätere Kapitän Kaare Langballe, alles bekannte Namen aus dem Unternehmen. Nachdem Norwegen in den Krieg eingetreten war, fuhr das Schiff eine Zeit lang an der Pazifikküste, wurde dann aber zu einem Truppenschiff mit Platz für 875 Mann umgebaut. Sie  transportierten Truppen und Ausrüstung an die Front und brachten Verwundete und beurlaubte Soldaten nach Hause.
Sie erfüllte ihre Aufgabe in einer Weise, die die Aufmerksamkeit von General MacArthur erregte, der die British Columbia Express zu seinem persönlichen Schiff machte, d. h. er wählte sie aus, um einen Generalstab während der Invasion nach Leyte zu befördern, und sie brachte einmal seine Frau und seinen Sohn mit Truppen und hohen Offizieren von Brisbane nach Manila. Bei der Eroberung der Insel Bataan lief die British Columbia Express mit 17 bis 18 Knoten unter vollem Beschuss in den Hafen ein - das erste nicht-amerikanische Schiff. Kapitän Paulsen erhielt das Foto von General MacArthur mit seinem eigenen Gruß, ‚die einzige Kriegsauszeichnung, die er erhielt‘, so Dannevig.“

### 1945, Rückgabe des Schiffes und Verkäufe
1945 erfolgte die Rückgabe des Schiffes an den Eigentümer, der sie am 21. Juli 1951 an die Partenreederei "Quadriga" der Willy Bruns GmbH Hamburg übergab. Korrespondentreeder war die Hanseatische Reederei Emil Offen & Co. Hier wurde sie für 11 Jahre erfolgreich als Kühlschiff zum Transport von Südfrüchten, vorwiegend Bananen aus Mittelamerika und Ekuador, mit dem Löschhafen Hamburg eingesetzt. 1956 wurde sie dann an die Reederei W. Bruns & Co. übergeben, die sie 1961 an die Shanghai Development Co (Taiwan) verkaufte und in Chiau Kuo umbenannt wurde. Ein Jahr später erfolgte der Weiterverkauf an Chiau Kuo Steamship Company Ltd Keelung Taiwan und 1969 der Abbruch in Kaohsiung Taiwan.